# 탄성 되튐
탄성 되튐(elastic recoil, 탄력 되튐, 탄성 반동, 탄력 반동)은 폐가 들숨에 의해 신장된 후의 반동, 또는 폐 반동이 얼마나 쉽게 되는지를 의미한다. 숨을 들이쉬면 폐의 가슴막안내압(흉막강내압, 가슴막안 안의 압력)이 감소한다. 날숨 중에 가로막이 이완되면 폐가 반동을 일으켜 안정 상태에서의 가슴막안내압을 회복할 수 있다. 탄력 반동은 폐 유순도와 반비례한다.
이 현상은 폐의 결합 조직에 있는 탄성섬유의 엘라스틴과 폐포를 둘러싸고 있는 액체 막의 표면장력 때문에 발생한다. 물 분자가 함께 당겨지면서 물 분자는 폐포 벽을 잡아당겨 폐포가 반동하고 작아지게 한다. 그러나 폐 계면활성제와 가슴막안내압이 폐가 허탈되는 것을 방지한다. 계면활성제는 II형 폐포세포에 의해 형성된 표면 활성 지질단백질 복합체이다. 계면활성제를 구성하는 단백질과 지질은 친수성 영역과 소수성 영역을 모두 가지고 있다. 계면활성제의 주요 지질 성분인 다이팔미토일포스파티딜콜린은 물 쪽의 친수성 머리 그룹과 공기를 향한 소수성 꼬리가 있는 폐포의 공기-물 계면을 흡수하여 표면장력을 감소시킨다. 또한 계면활성제에 의해 폐포 표면적이 안정화되어 수축률이 더 규칙적이다. 가슴막안내압은 가슴막안의 압력이다. 이 압력이 폐포의 압력보다 낮을 때 폐포는 팽창하는 경향이 있다. 이로 인해 탄성섬유와 외부 압력이 폐를 짓누르는 것을 방지한다. 폐를 유지하는 일종의 항상성 기전이다.

## 같이 보기
- 폐 순응도
- 탄성
- 되튐 (유변학)